# Гард-ле-Понтару
Гард-ле-Понтару́ (фр. Gardes-le-Pontaroux) — коммуна во Франции, находится в регионе Пуату — Шаранта. Департамент — Шаранта. Входит в состав кантона Вильбуа-Лавалет. Округ коммуны — Ангулем.
Код INSEE коммуны — 16147.
Коммуна расположена приблизительно в 410 км к юго-западу от Парижа, в 120 км южнее Пуатье, в 19 км к юго-востоку от Ангулема.

## Население
Население коммуны на 2008 год составляло 273 человек.
| 1962 | 1968 | 1975 | 1982 | 1990 | 1999 | 2008 |
| ---- | ---- | ---- | ---- | ---- | ---- | ---- |
| 287  | 237  | 217  | 267  | 242  | 248  | 273  |

## Администрация
| Период | Период | Фамилия     | Партия | Примечания |
| ------ | ------ | ----------- | ------ | ---------- |
| 1989   | 2008   | Клод Горо   |        |            |
| 2008   | 2009   | Моник Дешам |        |            |
| 2009   |        | Ален Бажюль |        |            |

## Экономика
В 2007 году среди 189 человек в трудоспособном возрасте (15—64 лет) 132 были экономически активными, 57 — неактивными (показатель активности — 69,8 %, в 1999 году было 70,6 %). Из 132 активных работали 114 человек (64 мужчины и 50 женщин), безработных было 18 (4 мужчины и 14 женщин). Среди 57 неактивных 19 человек были учениками или студентами, 23 — пенсионерами, 15 были неактивными по другим причинам.

## Достопримечательности
- Церковь Нотр-Дам (XII век). Памятник истории с 1943 года[3]
- Доисторическая стоянка Ла-Кина (фр.). Памятник истории с 1984 года[4]

## Фотогалерея

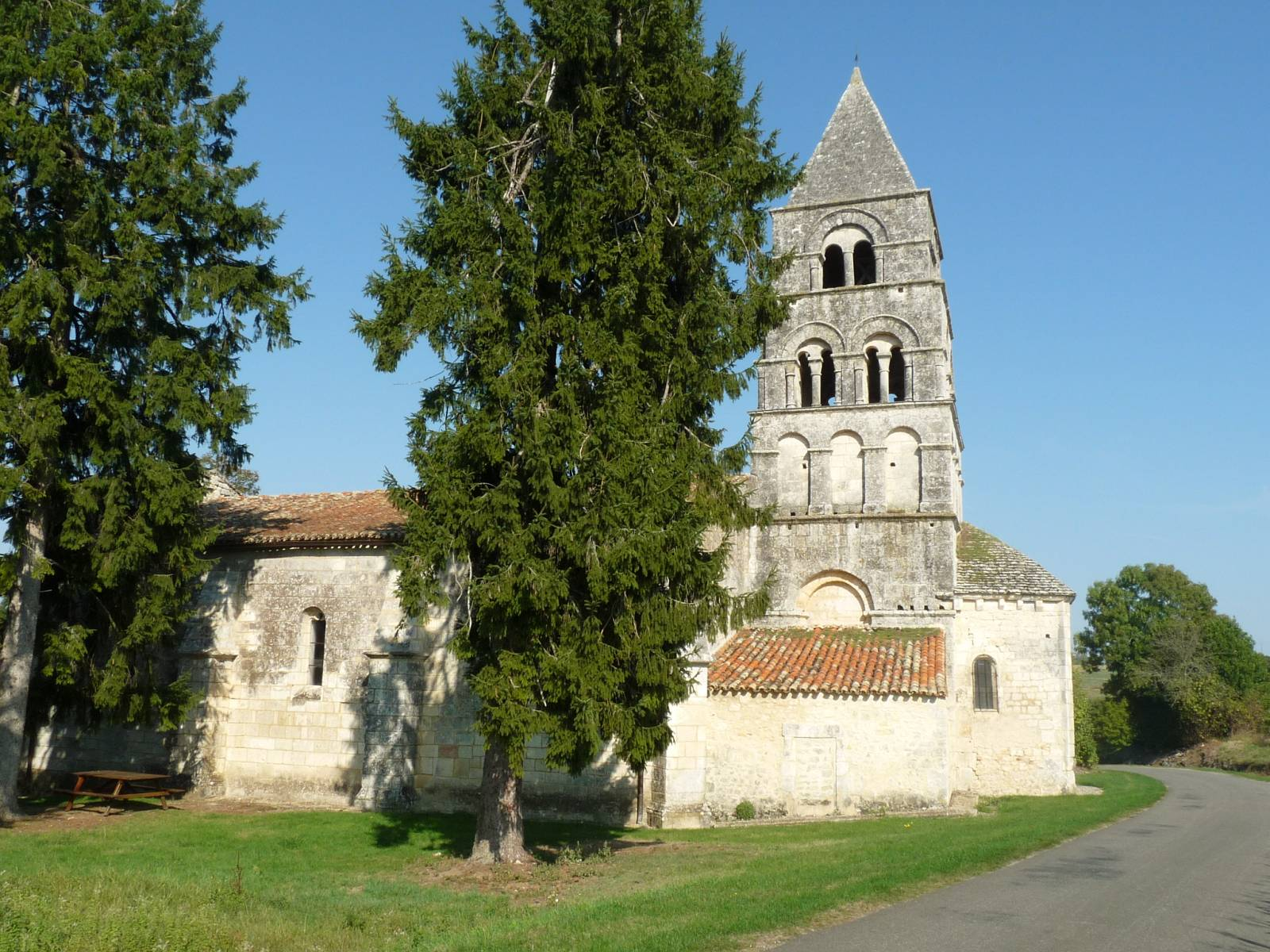
Церковь Нотр-Дам
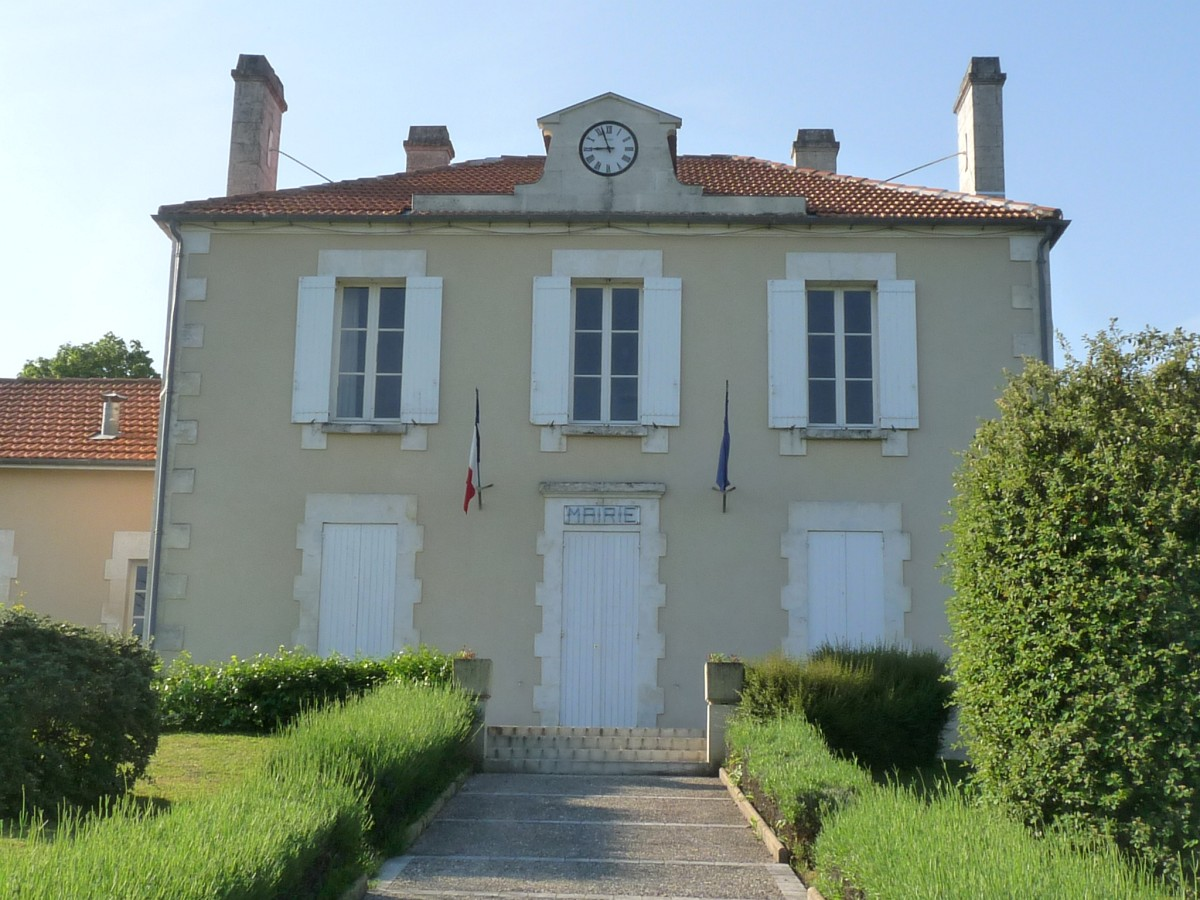
Мэрия
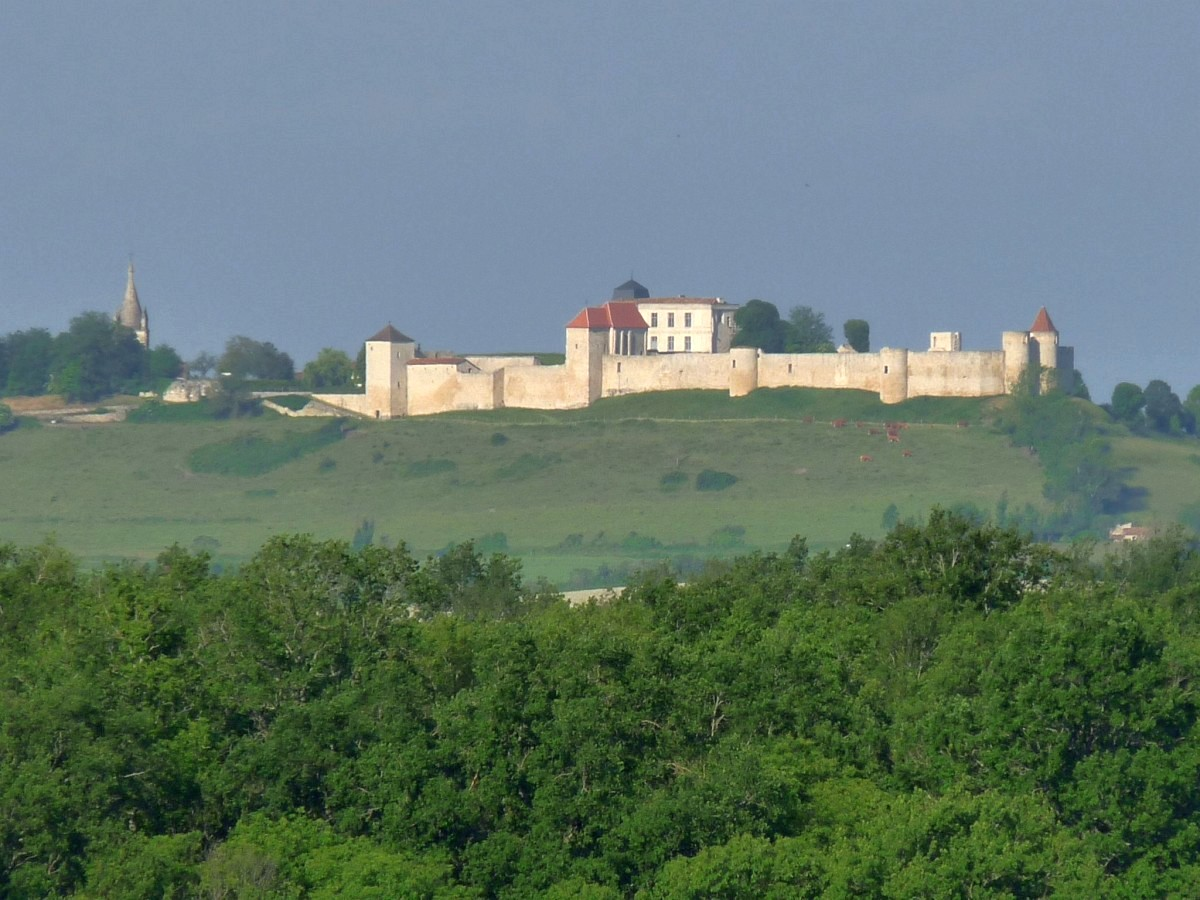
Замок Виллебуа
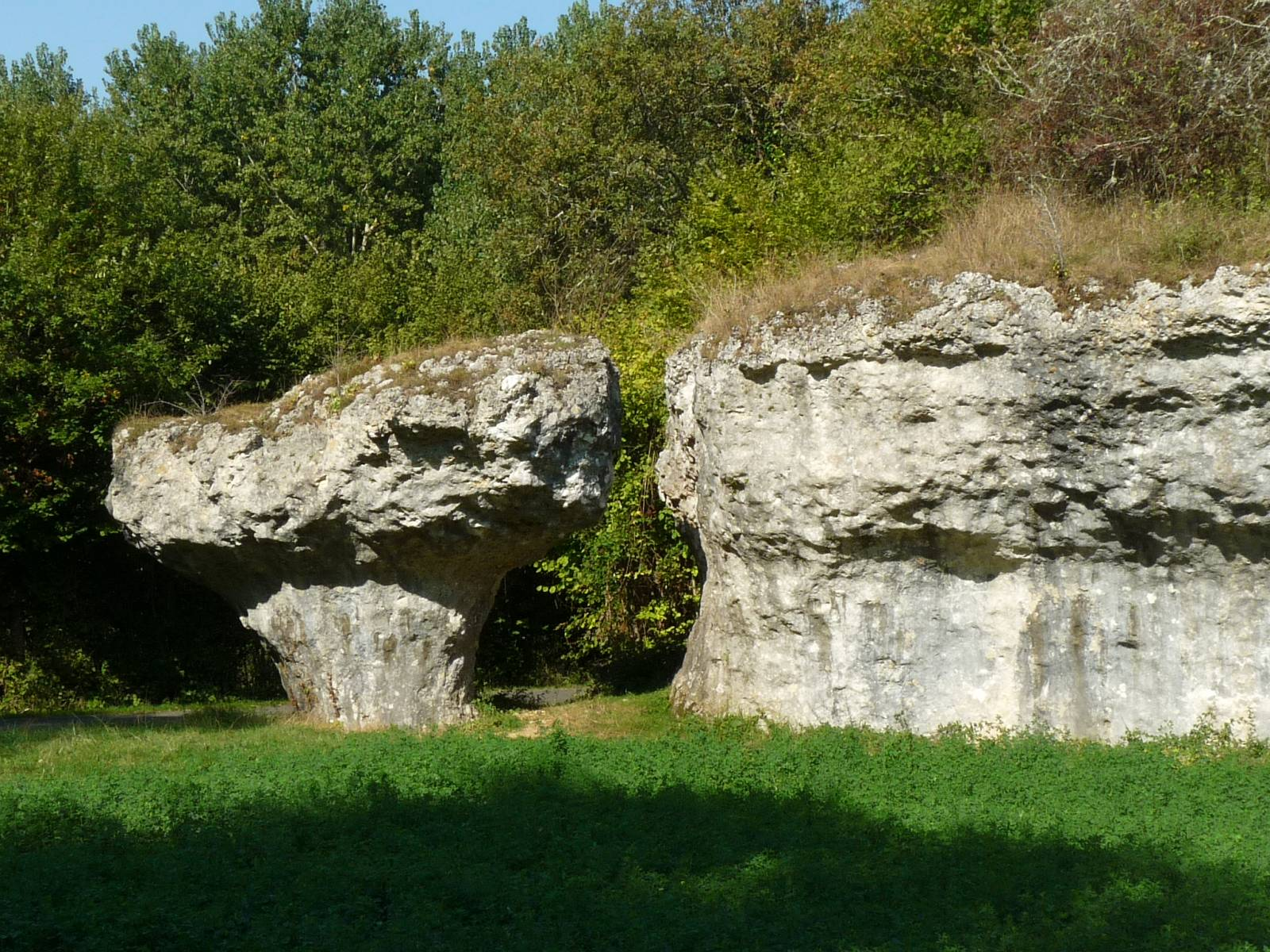
Скала в долине Вултрон
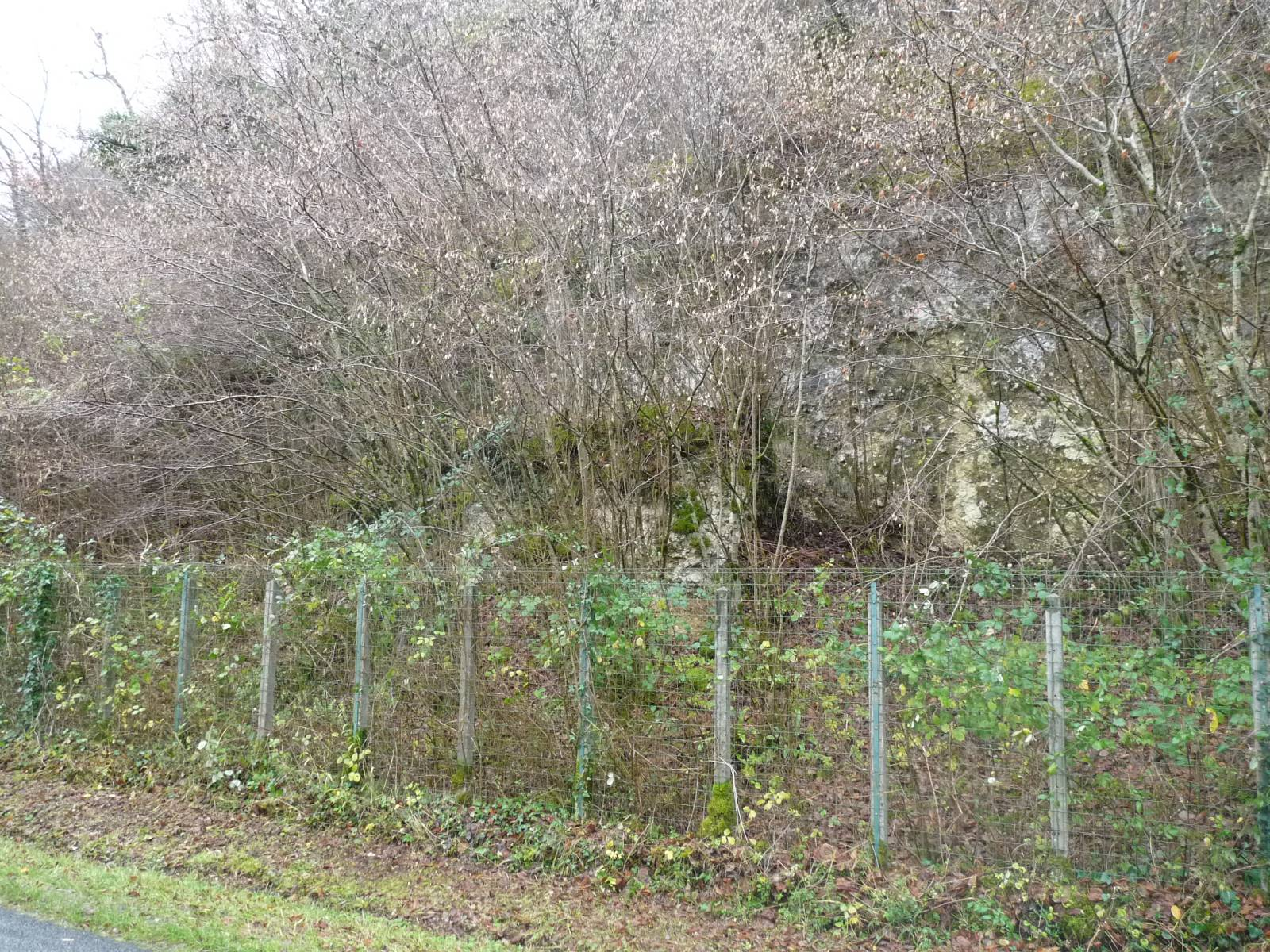
Доисторическая стоянка
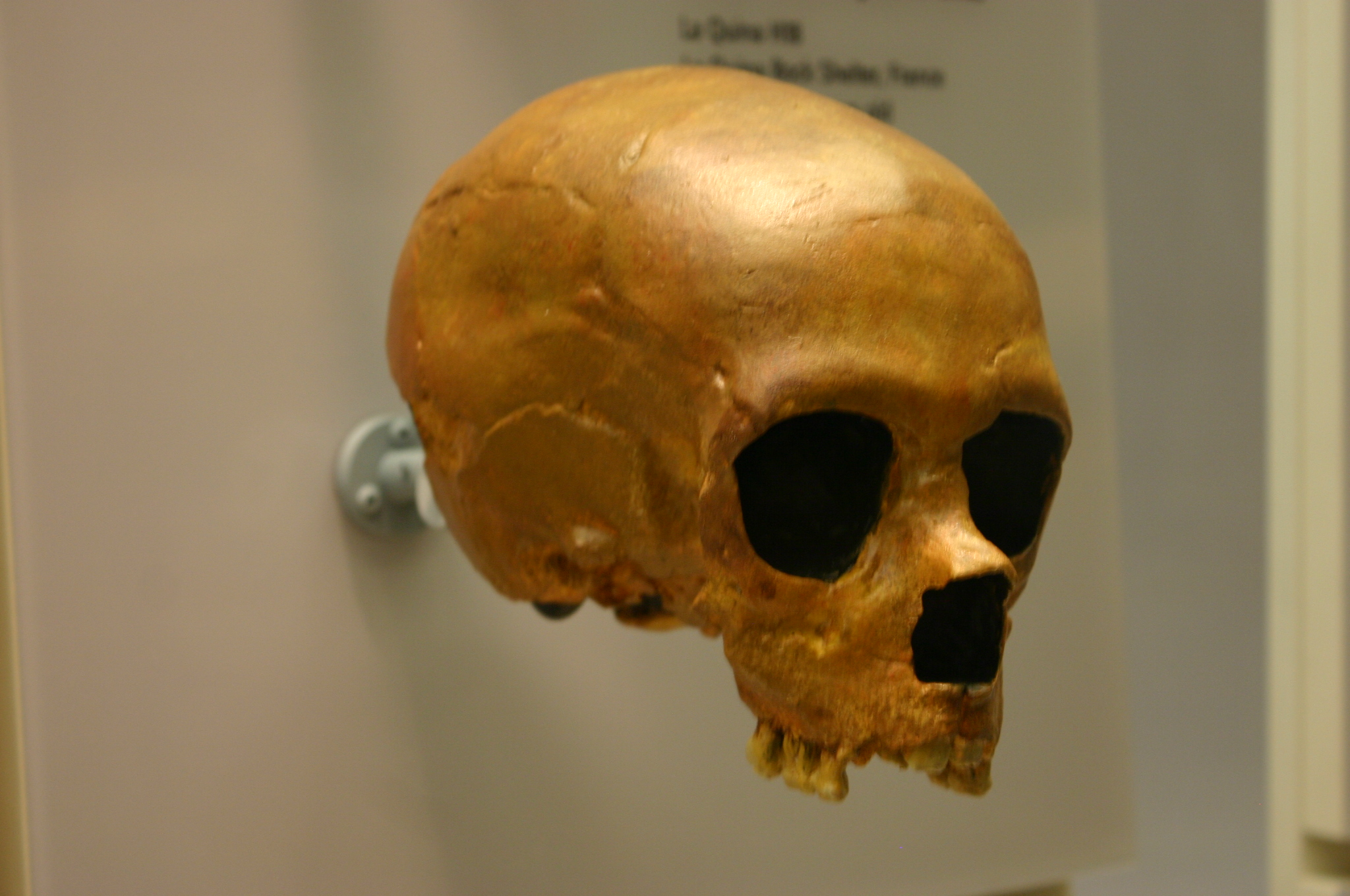
Неандерталец La Quina 18 со стоянки Ла-Кина[англ.]
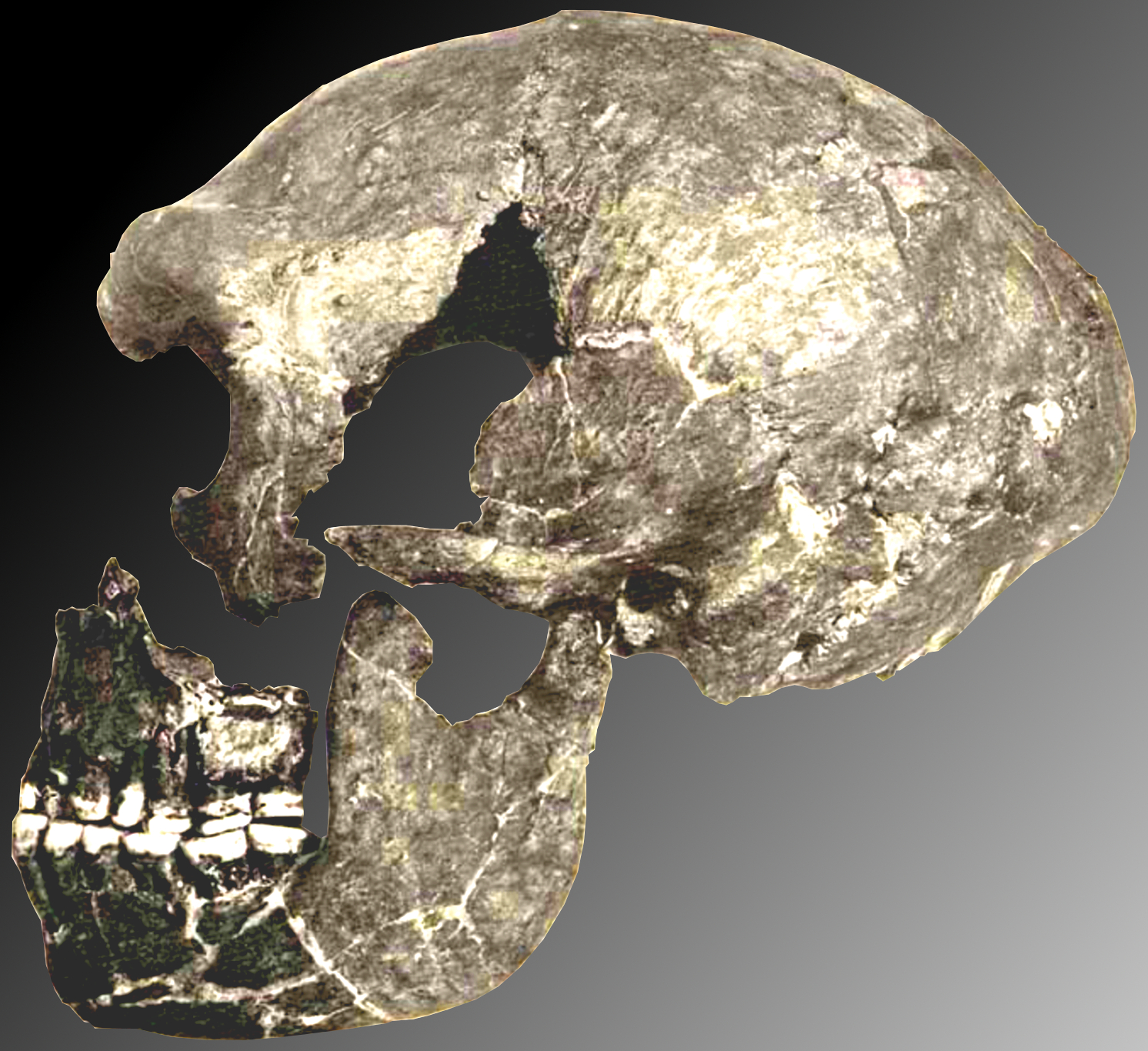
Неандерталец La Quina H5 со стоянки Ла-Кина[англ.]